# Głubczyce (gemeente)
De gemeente Głubczyce is een stad- en landgemeente in het Poolse woiwodschap Opole, in powiat Głubczycki.
De zetel van de gemeente is in Głubczyce.
Op 30 juni 2004 telde de gemeente 24 428 inwoners.

## Oppervlakte gegevens
In 2002 bedroeg de totale oppervlakte van gemeente Głubczyce 294,33 km², waarvan:
- agrarisch gebied: 80%
- bossen: 11%

De gemeente beslaat 43,73% van de totale oppervlakte van de powiat.

## Demografie
Stand op 30 juni 2004:
| Omschrijving                   | Totaal | Totaal | Vrouwen | Vrouwen | Mannen | Mannen |
| ------------------------------ | ------ | ------ | ------- | ------- | ------ | ------ |
| eenheid                        | aantal | %      | aantal  | %       | aantal | %      |
| inwoners                       | 24 428 | 100    | 12 523  | 51,3    | 11 905 | 48,7   |
| bevolkingsdichtheid (inw./km²) | 83     | 83     | 42,5    | 42,5    | 40,4   | 40,4   |

In 2002 bedroeg het gemiddelde inkomen per inwoner 1277,9 zł.

## Administratieve plaatsen (sołectwo)
Bernacice, Bernacice Górne, Biernatów, Bogdanowice, Braciszów, Chomiąża, Chróstno, Ciermęcice, Debrzyca, Dobieszów, Gadzowice, Głubczyce-Sady, Gołuszowice, Grobniki, Kietlice, Klisino, Krasne Pole, Królowe, Krzyżowice, Kwiatoniów, Lenarcice, Lisięcice, Lwowiany, Mokre, Mokre-Kolonia, Nowa Wieś Głubczycka, Nowe Gołuszowice, Nowe Sady, Nowy Rożnów, Opawice, Pielgrzymów, Pietrowice, Pomorzowice, Pomorzowiczki, Radynia, Równe, Sławoszów, Stara Wieś, Ściborzyce Małe, Tarnkowa, Widok, Zawiszyce, Zopowy (sołectwa: Zopowy en Zopowy-Osiedle), Zubrzyce.

## Overige plaatsen
Biernatówek, Dobrogostów, Głubczyce-Las, Klisinko, Kolonia Bogdanowice, Marysieńka, Podlesie, Studzienica, Żabczyce.

## Aangrenzende gemeenten
Baborów, Branice, Kietrz, Głogówek, Pawłowiczki